# Mbwila-opstand van 1691–1693
De Mbwila-opstand van 1691-1693 vond plaats in het noorden van het huidige Angola. De strijd werd gevoerd tussen Ndembu-strijdkrachten van Mbwila, onder leiding van Sebastião Afonso, en het koloniale bestuur van Portugees Angola. De opstand begon met een Ndembu-overwinningen, maar werd uiteindelijk neergeslagen door een Portugees tegenoffensief dat de regio verwoestte en de Portugese controle herstelde.

## Achtergrond
Aan het einde van de 17e eeuw raakte het Koninkrijk Kongo verzwakt door interne twisten en de toenemende druk van de Portugese expansie vanuit Angola. Mbwila werd traditioneel beschouwd als een vazalstaat van Portugal, maar in werkelijkheid behield het veel onafhankelijkheid.

## Opstand

### Verdrijving van de Portugezen, 1691
In 1691 verbrak Sebastião Afonso, heerser van Mbwila, de banden met Portugal. Hij verklaarde zijn trouw aan het koninkrijk Kongo en aan koningin Njinga van Matamba. Hij zette de Portugese kapitein-majoor en kapelaan het land uit, verbrandde een kerk, en blokkeerde handelsroutes.

### Eerste slag, 1691
Portugal organiseerde een veldtocht tegen de opstand. Een leger van 800 musketiers en 40.000 boogschutters, bestaande uit Portugese troepen en Afrikaanse bondgenoten, viel Mbwila binnen. Ze plunderden dorpen en probeerden de regio onder controle te krijgen. Hoewel ze in eerste instantie succes hadden, leden de troepen zware verliezen door tropische ziekten, zware regenval, en de dood van hun bevelhebber in Camolemba.

### Tegenoffensief, 1692–1693
In 1692–1693 hervormden de Portugezen hun troepen onder leiding van Pascoal Rodrigues. Zij lanceerden een verwoestend tegenoffensief dat de regio hard trof. Tegen 1693 werd de opstand definitief onderdrukt. Mbwila werd opnieuw onderworpen aan Portugese heerschappij.

## Nasleep
Na het neerslaan van de opstand werden de Ndembu gedwongen hun vazalliteit aan Portugal te hernieuwen.